# Thomas Croxen Archer
Thomas Croxen Archer fue un botánico británico (1817, Northamptonshire - 19 de febrero de 1885) .
Trabajó, de 1842 a 1856, al servicio de la aduana de Liverpool. Enseñó botánica en la Escuela de Medicina de Liverpool, y después en el Queen’s College de Liverpool. Y dirige el Museo de Ciencias y Artes de Edimburgo de 1860 a 1885.
Fue miembro de la Royal Scottish Society of Arts (que presidirá en 1874), de la Sociedad de botánica de Edimburgo, de la Royal Society of Edinburgh y de diversas sociedades científicas.

## Fuente
- C.D. Waterston; A. Macmillan Shearer. 2006. Former Fellows of The Royal Society of Edinburgh, 1783–2002, Royal Society of Edinburgh (Edinburgo) : 1024 pp. ISBN 0-902198-84-X
- La abreviatura «Archer» se emplea para indicar a Thomas Croxen Archer como autoridad en la descripción y clasificación científica de los vegetales.[2]